# Натуристський курорт

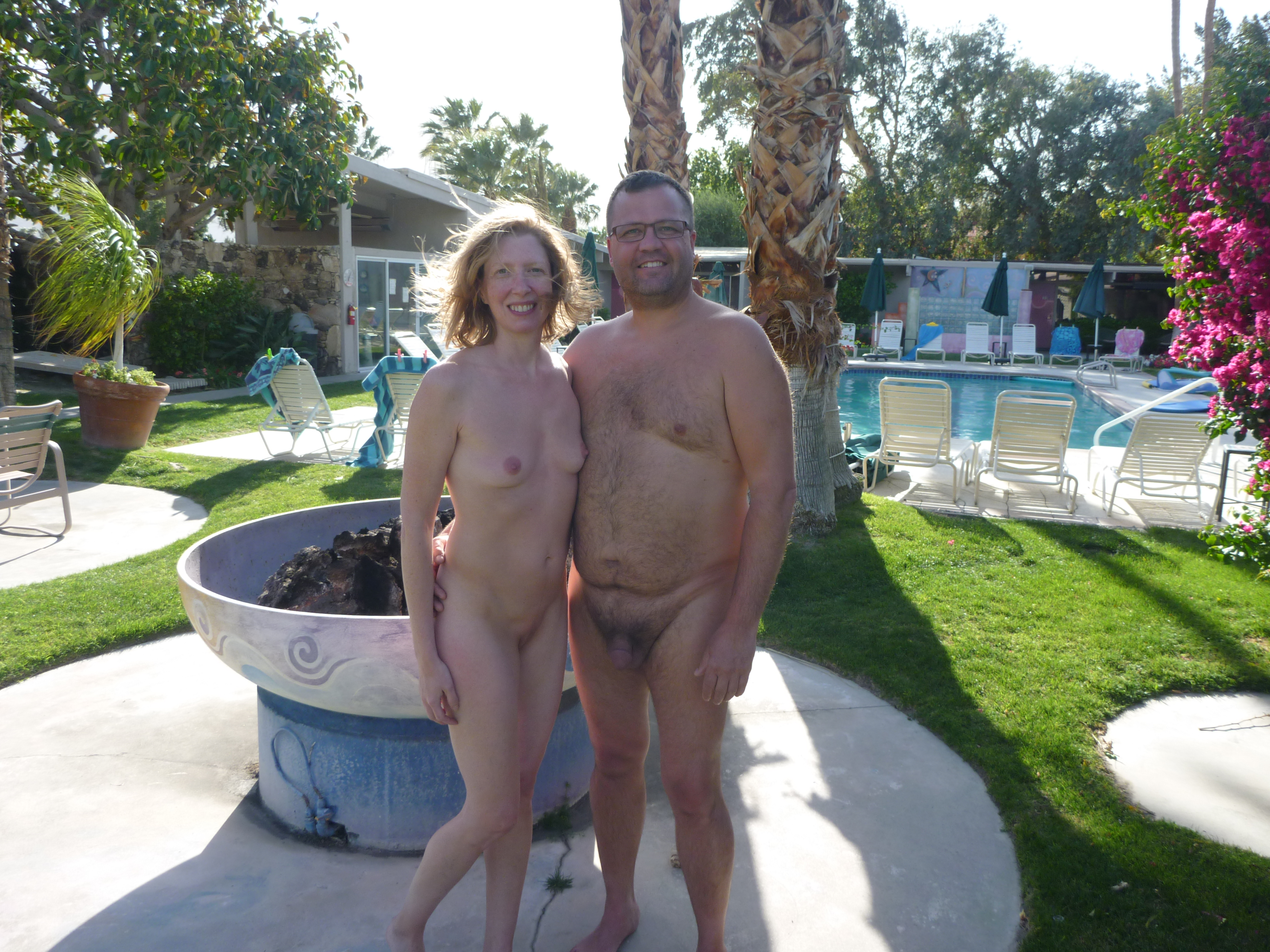
Пара на натуристичному курорті в Каліфорнії

Натуристський курорт або нудистський курорт — заклад, який надає житло (або принаймні кемпінг) та інші зручності для гостей у контексті, де їх запрошують практикувати натуризм — тобто спосіб життя, пов'язаний із несексуальною соціальною оголеністю. Менший, більш сільський або простий натуристський курорт можна назвати натуристським табором.
Натуристський клуб — асоціація людей, які спільно займаються натуризмом, але ця фраза також часто використовується як синонім «натуристського курорту», оскільки загалом таким курортом керує така асоціація. У Сполученому Королівстві та Новій Зеландії деякі натуристські клуби називають сонячними.
Натуристська спільнота — ідейна спільнота, члени якої вирішили жити разом і практикувати натуризм на постійній основі. Натуристські спільноти колись називали нудистськими колоніями, і цей термін все ще існує в популярній культурі, але сьогодні більшість натуристів уникає його через негативні конотації.
Натуристські курорти та спільноти існують у спектрі без різких відмінностей — натуристський курорт може бути переважно комерційним, але також розміщувати деяких постійних мешканців, тоді як натуристська спільнота може бути переважно безкоштовною, але також обслуговувати деяких платних відвідувачів. Деякі натуристські курорти та громади вимагають оголеного тіла як умови перебування на території; інші є необов'язковими для одягу, що дозволяє людям носити одяг до тих пір, поки вони терплять, щоб інші були оголеними.
Кілька натуристських громад достатньо великі, щоб розмістити такі підприємства, як магазини, банки та ресторани; їх можна назвати натуристськими селами. Приклади включають Вера (Альмерія) в Іспанії та Центр Еліо-Марин в Монталівет і натуристське село в Кап д'Агд, обидва у Франції. Деякі європейці вживають термін «натуристський курорт» саме для громад такого масштабу.

## Історія
Найперший відомий натуристський клуб, Братство оголеної довіри, був заснований у Матерані в Британській Індії в 1891 році окружним і сесійним суддею на ім'я Чарльз Кроуфорд. У клубі було лише двоє інших членів, брати Ендрю та Келлог Колдервуди. Пропозиція додати до організації жіночу філію так і не була реалізована, і вона припинила своє існування, коли Кроуфорда невдовзі після цього перевели до Ратнагірі. Він помер у 1894 році. Листування між Кроуфордом і першим борцем за права геїв Едвардом Карпентером свідчить про те, що останній знав про подібні групи того часу у Відні та Мюнхені, але жодних інших доказів їхнього існування не виявлено.
Термін Nacktkultur («гола культура») був введений у 1903 році Генріхом Пудором для натуристського руху, що зростав у Німеччині, який пов'язував наготу з вегетаріанством, соціальними реформами та різними ідеями про здоров'я та фізичну форму. Протягом 1920-х років він процвітав у мережі з 200 членських клубів і став асоціюватися з радикальним соціалізмом. У 1929 році нова школа натуризму Адольфа Коха в Берліні прийняла перший Міжнародний конгрес з оголеності.
Марселю Кієнне де Монже приписують запровадження натуризму у Франції в 1920 році, вважаючи його потенційним ліком від туберкульозу (який вплинув на його родину). У 1926 році він заснував перший французький натуристський клуб Sparta Club у Гарамбувілі біля Евре. Ініційована ним судова справа встановила, що нудизм є законним у приватній власності, яка закрита від публічного огляду. У 1931 році доктори Андре та Гастон Дюрвіль заснували перше натуристське село Геліополіс на острові Іль-дю-Леван.
Першим наземним клубом натуристів у Сполученому Королівстві була «Moonella Group», заснована у Вікфорді, Ессекс, у 1924 році. Членство в клубі ретельно перевірялося, а члени-засновники використовували псевдоніми, щоб захистити свою особистість, включно з однойменною назвою «Moonella», яка володіла будинком і землею, на якій збирався клуб. Він був закритий у 1926 році через будівництво на прилеглій землі. Протягом наступного десятиліття в Британії було створено більше «сонячних клубів». Натуристські клуби з'явилися в Канаді, Новій Зеландії та США в 1930-х роках.

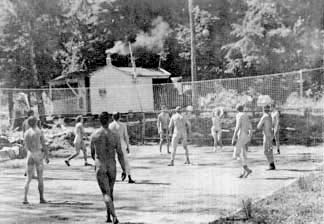
Натуристська волейбольна гра в клубі Sunny Trails у Британській Колумбії, Канада, 1958 рік

Створившись, клуби натуристів об'єднувалися в різних країнах у національні організації. Першою попередницею була Американська асоціація любителів засмагати, яка була заснована в 1931 році і тепер стала Американською асоціацією оголеного відпочинку (AANR). Більшість національних організацій були створені в 1940-х і 1950-х роках, включаючи Британську асоціацію тих, хто купається на сонці (тепер British Naturism), Французька федерація натуралістів (Féderation Française de Naturisme), Канадську асоціацію сонячних ванн (нині підрозділ AANR), і Новозеландська асоціація засмагання (нині Новозеландська федерація натуристів). У 1953 році національні організації по черзі об'єдналися, щоб створити Міжнародну федерацію натуристів (INF). INF було засновано в першому у світі центрі відпочинку для натуристів Centre Hélio-Marin (CHM) Montalivet у Франції, який три роки тому відкрили Альберт і Крістін Лекок.
Вважається, що Хорватія була першою європейською країною, яка розвинула комерційні натуристські курорти в той час, коли натуризм в інших країнах обмежувався членськими клубами (і коли Хорватія була частиною Югославії). Найстарішим нудистським курортом Хорватії є Коверсада неподалік від Врсара, заснований у 1961 році. Зараз натуризм становить приблизно 15 % туристичної індустрії Хорватії. Далі у Франції з'явилося більше комерційних курортів, зокрема клуб Oltra в Кап д'Агд, місце для кемпінгу та караванінгу, яке в 1970-х роках стало ядром нового селища натуристів.
Сьогодні більшість натуристських клубів із земельними ділянками та зручностями керують ними як курортами, які обслуговують платних гостей, хоча багато з них все ще зосереджені в основному на членах клубу. У перші два десятиліття ХХІ століття в Південно-Східній Азії з'явилися перші комерційні натуристські курорти, з яких дев'ять працювали в Таїланді з моменту відкриття натуристичного курорту Barefeet Heaven Hill у грудні 2019 року та два на Балі.
У той час як толерантність до оголеного тіла загалом зростає з часом, і зростає серед молодих поколінь, за останні десятиліття число членів натуристського клубу впало, а середніми членами стають дедалі старші люди. Є припущення, що молоді натуристи більше не відчувають потреби вступати в клуб або відвідувати курорт, щоб практикувати натуризм.

## Типові зручності

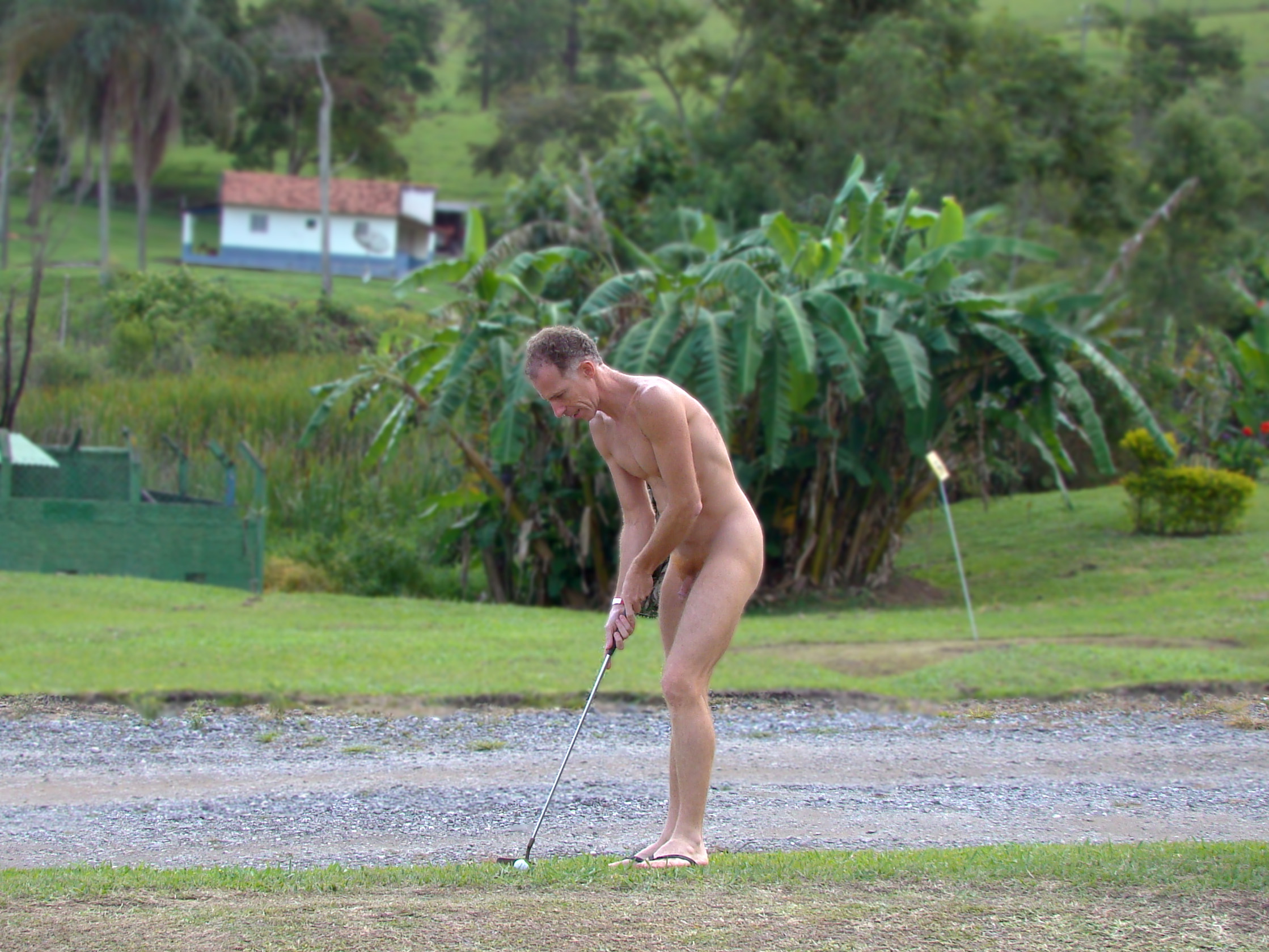
Оголений гольфіст

Натуристичні курорти зазвичай пропонують такі ж зручності, як і інші центри відпочинку, при цьому натуризм сам по собі є головною привабливістю. Натуристський курорт надійно матиме умови для купання, будь то штучний басейн або доступ до природної водойми; у першому випадку навіть на курортах, де одяг необов'язковий, зазвичай вимагають оголеного тіла в басейні. Гарячі ванни та сауни також є звичайними зручностями.
Оскільки натуризм наголошує на фізичних вправах на свіжому повітрі, натуристські курорти зазвичай мають майданчики для безконтактних видів спорту на відкритому повітрі, таких як теніс або петанк. На великих курортах можуть бути поля для гольфу або міні-гольфу. Двома видами спорту, які найбільше асоціюються з натуристськими курортами, є волейбол і мінітен.
Незабаром після його винаходу в кінці ХІХ століття натуристи прийняли волейбол. Записи про регулярні ігри в клубах можна знайти ще в 1920-х роках. До 1960-х років волейбольний майданчик можна було знайти майже на всіх натуристських курортах. З 1971 року щоосені в White Thorn Lodge на заході Пенсильванії проводиться великий нудистський волейбольний турнір (понад 70 команд), а кілька менших турнірів проводяться щороку по всій Північній Америці.
Мінітен — гра, схожа на теніс, створена натуристами в 1930-х роках; він залишається виключно натуристським видом спорту. Оригінальні правила були розроблені паном Р. Дугласом Огденом, бізнесменом із Манчестера, який цікавиться спортом. Замість ракеток гравці використовують дерев'яні біти, відомі як бандити, які мають форму коробки навколо руки гравця. Спортом керує Асоціація аматорів мінітену.
У натуристських селах зазвичай розташовані підприємства, які пропонують інші зручності, зокрема супермаркети, кафе, ресторани та нічні клуби.

В’їзд до центру Хеліо Марін (CHM) у Монталіве
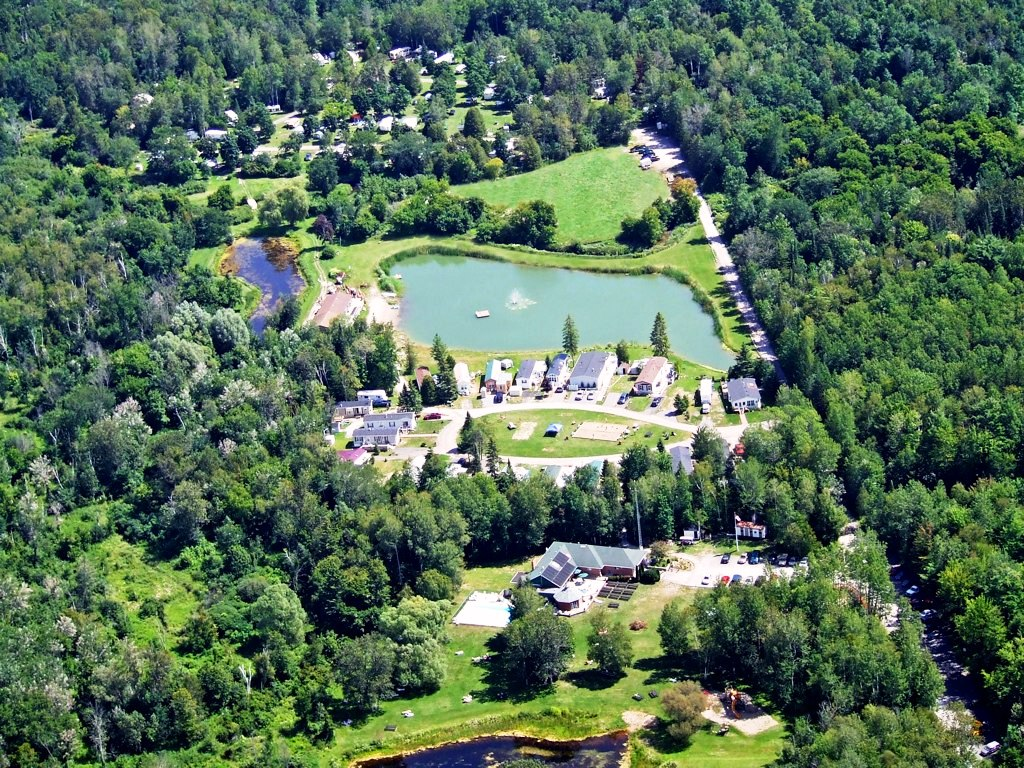
Аерофотозйомка сімейного натуристичного парку Bare Oaks
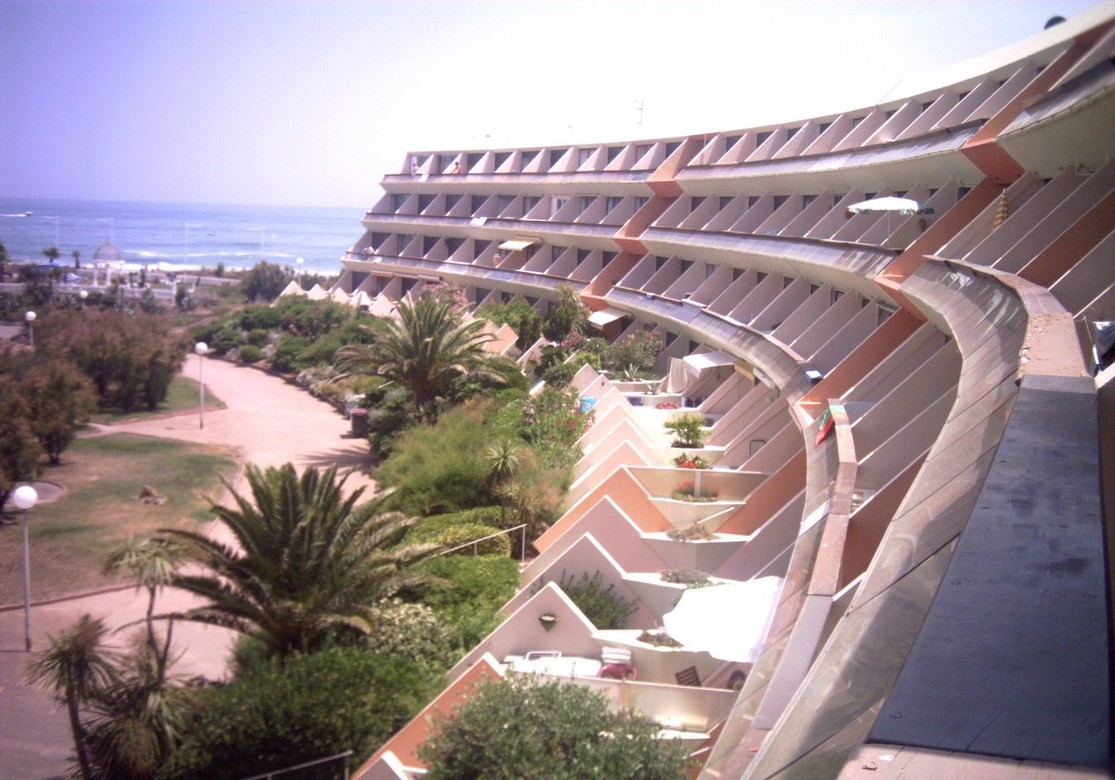
Будівля Геліополіс, бічні будівлі A-B-C
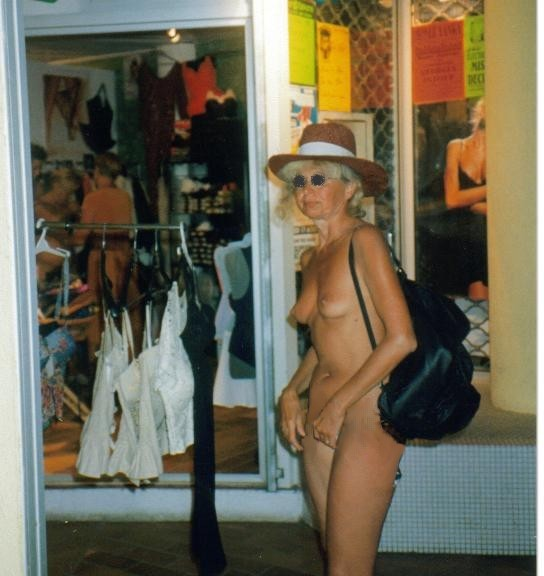
Жінка в торговому центрі в Порт-Амбонн (1996)
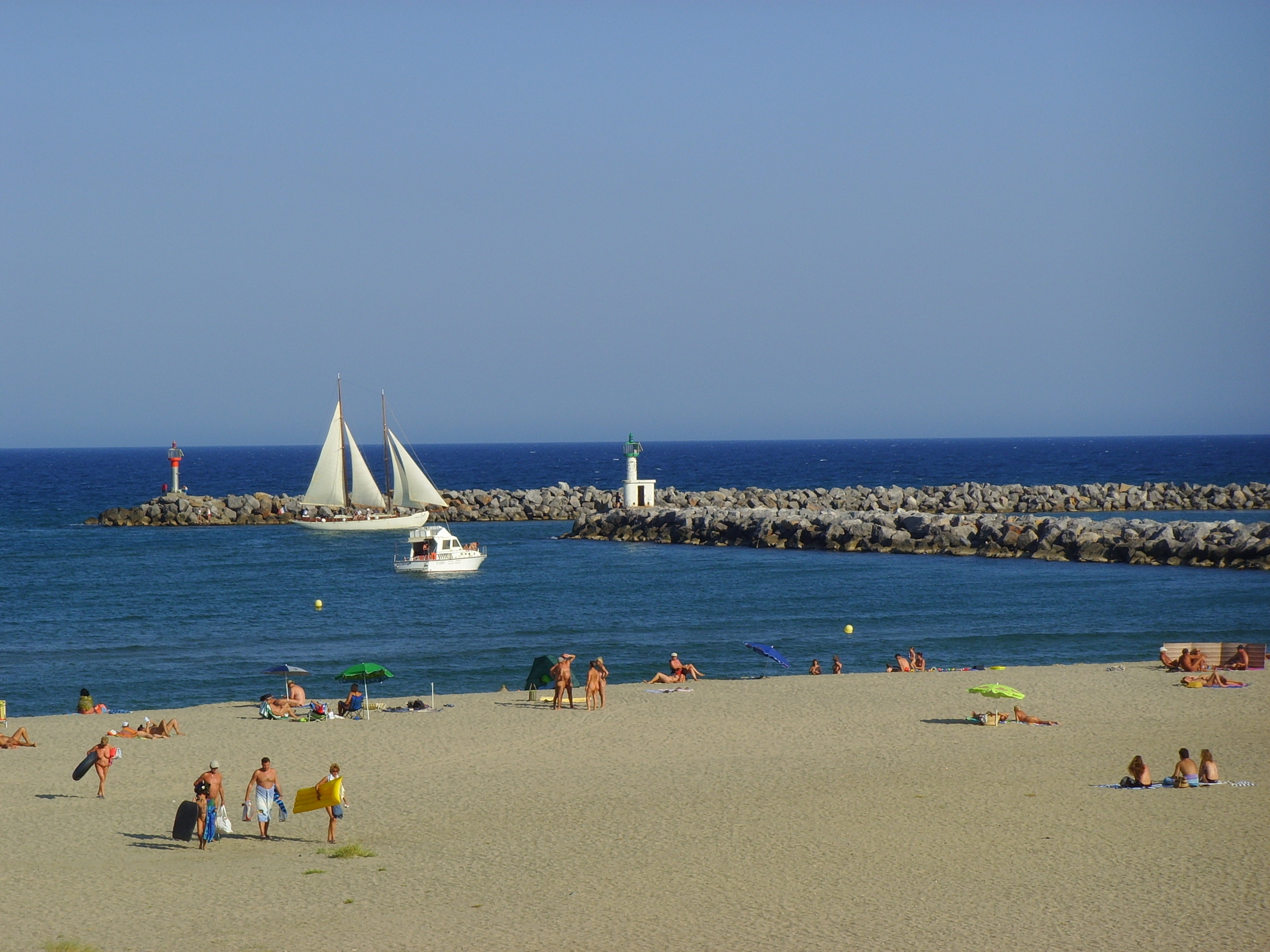
Порт Лекат, департамент Од, натуристські села: натуристський пляж перед Club Oasis
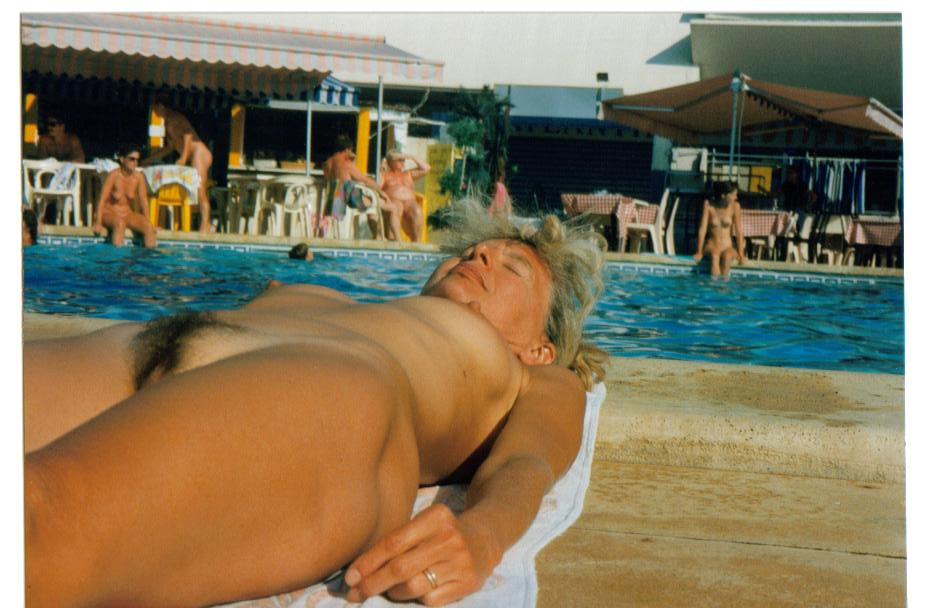
Засмагання в басейні Port-Nature (1995)
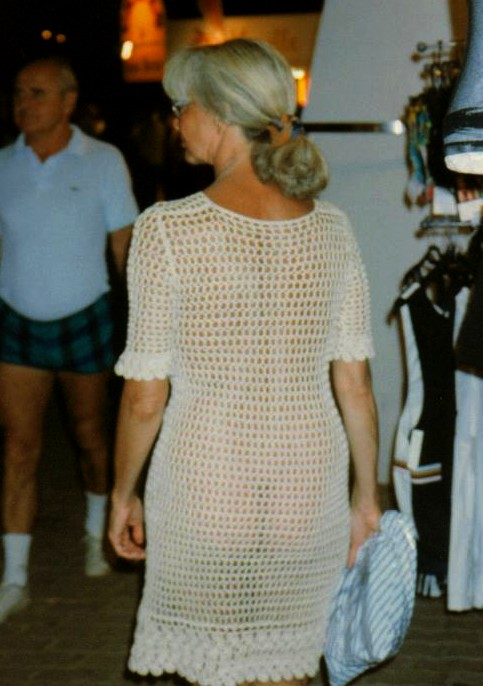
Легке вбрання для вечора на Агд-природі (1995)

## Поведінка
Практично на всіх натуристських курортах сексуальна активність у громадських місцях суворо заборонена, так само як і відверті сексуальні домагання. За винятком курортів для свінгерів лише для дорослих, таких як Hedonism II на Ямайці, вони не пов'язані з жодною натуристською організацією, і більшість натуристів не сприймає їхню діяльність як натуристську. Деякі натуристські села, зокрема Кап-д'Агд, у ХХІ столітті спостерігали проникнення свінгерів і «розпусників», які відійшли від норми цих правил поведінки; натуристи обурюються та опираються цим змінам як «вторгненню». У деяких випадках колишні несексуальні клуби натуристів перейшли на обслуговування свінгерів і в результаті були виключені зі своєї національної організації натуристів.
Історично склалося так, що більшість натуристських клубів і курортів відмовляли у в'їзді чоловікам без супроводу жінок, і ці обмеження все ще діють у багатьох місцях. Багато натуристських клубів і курортів мають правила, що забороняють генітальні прикраси, хоча на практиці їх послаблює все більше осіб. Більшість клубів мають обмеження на фотографування; у крайньому випадку, заборонено фотографувати дорослих без їхнього дозволу або дітей, крім своїх. З міркувань гігієни перш ніж сісти на меблі голі люди повинні накривати їх рушником.

## У масовій культурі
Багато фільмів середини ХХ століття були представлені як документальні фільми про натуристський спосіб життя. Насправді це було здебільшого приводом для використання лазівки в законах про цензуру, яка обмежує демонстрацію оголеного тіла. Вони в основному знімалися на натуристських курортах, але в головних ролях були привабливі гламурні моделі. Стандарти гри та виробництва не були високими, а місця для вистави були обмеженими. Багато фільмів було перевипущено під новими назвами, щоб спонукати відвідувачів переглядати фільми більше разів. Яскраві приклади включають Райський сад (1954), Оголений, як задумано природою (1961), і Джентльмени віддають перевагу дівчатам природи (1963). Цей піджанр вимер у середині 1960-х років через поєднання падіння кількості аудиторії та законодавчих змін, які зробили документальний привід непотрібним. У ХХІ столітті натуристичні курорти періодично фігурують у телевізійних драмах.